# Final Fantasy XIII
Final Fantasy XIII (ファイナルファンタジーXIII?, Fainaru Fantajī Sātīn) è un videogioco di ruolo alla giapponese della serie Final Fantasy. Il gioco è sviluppato e pubblicato da Square Enix per PlayStation 3, Xbox 360 e PC.
In Giappone, Final Fantasy XIII è stato pubblicato per PlayStation 3 il 17 dicembre 2009 e per Xbox 360 il 16 dicembre 2010; nel Nord America e nei territori PAL, invece, il gioco è stato pubblicato il 9 marzo 2010 per entrambe le console.
Sempre dal 9 marzo, in Europa, il gioco è disponibile in un'edizione da collezione che contiene, oltre al gioco, 2 adesivi dello stigma l'Cie, la compilation della colonna sonora, il volume "The world of Final Fantasy XIII", contenente le illustrazioni realizzate durante la progettazione del gioco, e tre stampe da collezione raffiguranti gli Esper. La versione per PC è uscita il 9 ottobre 2014 su Steam.
Il gioco è il primo capitolo della serie Fabula Nova Crystallis, comprendente anche Final Fantasy Type-0 (pubblicato nell'ottobre 2011), Final Fantasy XIII-2 (pubblicato nel dicembre 2011), e Lightning Returns: Final Fantasy XIII (pubblicato nel febbraio 2014).

## Trama

### Ambientazione e personaggi
Gli scenari di Final Fantasy XIII si alternano tra le massicce tecnologie fantascientifiche di Cocoon e gli scenari più classici e selvaggi di Gran Pulse, caratterizzati da foreste, montagne, gallerie sotterranee e zone desertiche. La tematica del Cristallo (nata con il primo capitolo della serie e rielaborata nei successivi quattro capitoli) è presente anche di questo episodio, nonché di tutti i titoli appartenenti al progetto denominato Fabula Nova Crystallis.
Nuovamente, in questo capitolo, magia e tecnologia si fondono, similmente a quanto era accaduto nei quattro Final Fantasy precedenti. La somiglianza con tale trittico riguarda anche l'impostazione generale del gioco e il design. Nel gioco si possono osservare futuristiche ambientazioni arricchite da mezzi di trasporto aerei e dalle più sofisticate tecnologie, come dispositivi antigravitazionali, nanotecnologie e mostri geneticamente modificati dall'esercito. Dei terminali informatici sostituiscono i cristalli per il salvataggio ed i negozi dove acquistare pozioni ed equipaggiamento. Anche i fal'cie, nonostante la loro natura divina e gli incredibili poteri, somigliano a delle sofisticate macchine senzienti.

La protagonista Lightning

Sono sei i personaggi giocabili del titolo: Lightning, protagonista del gioco, è un ex-ufficiale dell'esercito che si è dimesso per salvare la propria sorella minore, Serah; Snow Villiers, fidanzato di Serah e leader del gruppo paramilitare NORA; Oerba Dia Vanille, funge da voce narrante al gioco e il suo passato è legato a quello dell'amica Fang; Sazh Katzroy, un pilota civile accompagnato da un cucciolo di Chocobo, è il padre di un bambino di nome Dajh; Hope Estheim, un ragazzo giovane ed immaturo che sta affrontando un rapporto conflittuale con i propri genitori; e Oerba Yun Fang, una l'Cie originaria di Pulse che lavora per il reparto della Cavalleria del Sanctum. Altri personaggi principali del gioco sono Galenth Dysley, primarca del Sanctum e governatore di Cocoon nonché principale antagonista del gioco, Cid Raines, generale della Cavalleria del Sanctum, e Serah Farron, sorella minore di Lightning e fidanzata di Snow.

### Storia
La storia si svolge nel regno di Cocoon, una sorta di monarchia di stampo ecclesiastico. Il primarca, massima autorità politica e religiosa del regno, ha il compito di interpretare il volere delle misteriose divinità denominate fal'Cie (pron. "far-shì"); le guardie del suo governo, il Sanctum, vengono chiamate PSICOM. Un altro tipo di guardia, il CG (Corpo di Guardia), si affianca agli PSICOM, ma ha autorità solo locale, ed è generalmente poco considerata dal Sanctum.
Sotto Cocoon si estende il mondo di Gran Pulse, abitato da creature mostruose e dominato da fal'Cie ostili.
Ogni fal'Cie ha poteri di controllo elevati sugli umani: in particolare, ognuno di questi esseri fornisce un certo tipo di risorsa agli umani, che dipendono quindi quasi totalmente da essi.
Inoltre hanno la capacità di nominare (fal'Cie del Sanctum) o maledire (fal'Cie di Pulse) gli umani, trasformandoli in l'Cie (pron. "ru-shì").
I l'Cie sono esseri umani in grado di usare la magia, ai quali viene dato il compito di svolgere particolari missioni molto pericolose: se falliranno, si trasformeranno in Cie'th (pron. sieth), creature simili a non-morti; se invece avranno successo si trasformeranno in statue di cristallo e vivranno eternamente. Se si considera che le missioni non sono esplicate ma si riceve solo una visione sfuggente, si comprende la difficoltà dell'impresa. Inoltre sul corpo del l'Cie compare uno stigma, che più si espande e si colora, e meno tempo si ha a disposizione per compiere la missione imposta dal fal'Cie.
Nonostante si consideri come un eroe un l'Cie del Sanctum e come un nemico pubblico un l'Cie di Pulse, essere maledetti da un fal'Cie, e quindi portarne il marchio come un tatuaggio, è considerata da alcuni come una vera e propria sciagura, visti anche gli unici due destini possibili sono simili alla morte.
Molti fal'Cie traggono i loro nomi da evocazioni o da nemici dei precedenti Final Fantasy.
La prima frase pronunciata nella prima sequenza di gioco è un flashback. Furono 13 i giorni in cui il Sanctum si accorse della presenza di un fal'Cie di Pulse nei pressi della cittadina marittima di Bodhum, nel regno di Cocoon, e a seguito della qual scoperta fece epurare l'intera città. I timori del primarca, cioè quelli di una contaminazione diffusa nella cittadina, lo spingono a esiliare tutti i suoi abitanti su Pulse.
Le sue paure sono in parte verificate, poiché Serah, sorella di Lightning, una CG, è realmente un l'Cie.
Il fidanzato di Serah, Snow, per proteggerla dal Sanctum, decide di portarla al suo fal'Cie per cercare di scoprire qualcosa di più riguardo alla sua missione, ma qualcosa va storto: la ragazza rimane intrappolata al suo interno, e il fal'Cie scompare all'interno del vestigio in cui era rimasto celato per secoli.
Lightning, allora, decide di dimettersi dall'arma e di farsi epurare per raggiungere il fal'Cie dove si trova sua sorella. Sazh, un uomo il cui figlio, seppure piccolo, è stato eletto da un fal'Cie del Sanctum, sceglie di seguirla per raggiungere il fal'Cie e far luce sulla missione del bambino.
I treni dell'epurazione vengono fermati dal team NORA ai confini di Cocoon, nel margine estremo, e scoppia una rivoluzione da parte degli abitanti esiliati: Snow col suo gruppo (il NORA appunto) capeggia il piccolo gruppo di rivolta agli PSICOM, con l'obiettivo di raggiungere il fal'Cie perso qualche giorno prima, che sta venendo trasportato in quel momento da Cocoon su Pulse.
La madre di Hope, un ragazzino, partecipa alla rivolta di Snow, ma proprio per salvare costui dall'attacco di una nave nemica, precipita nel vuoto.
Hope incolpa di ciò Snow, e, deciso a farsi vendetta, lo segue fino al fal'Cie, con una ragazza incontrata sul treno, Vanille.
Tutto il gruppo al completo si incontra quindi qualche tempo prima di trovare Serah, nel vestigio, a breve distanza dalla stanza dove giace Anima, il fal'Cie di Pulse che ha maledetto Serah.
Quando finalmente la trovano, Serah diviene improvvisamente un cristallo, davanti agli occhi increduli della sorella e del fidanzato. Dopodiché il gruppo appena formatosi si avventa sul fal'Cie per distruggerlo.
Poco prima di spirare, il fal'Cie maledice i cinque, e li condanna ad un'avventura in cui fuggiranno al Sanctum, si separeranno, si riuniranno alla ricerca di un modo per riavere Serah e per chiarire il mistero della maledizione.

## Modalità di gioco
Già dai primi trailer pubblicati da Square-Enix erano evidenti le notevoli caratteristiche grafiche del gioco rispetto ai capitoli precedenti, grazie alle console di nuova generazione. Ai filmati full motion video si alternano sequenze con grafica calcolata in tempo reale, senza nemmeno notare il passaggio dall'uno all'altro formato.

### Sistema di combattimento
A differenza del precedente Final Fantasy XII (che ha rivoluzionato la saga introducendo battaglie in tempo reale, simili peraltro a quelle di Final Fantasy XI), il tredicesimo capitolo rispolvera lo storico sistema ATB (Active Time Battle), che fu un caposaldo della serie nei Final Fantasy precedenti, arricchito di nuove opzioni: i combattimenti sono infatti più veloci e frenetici, con menù più rapidi e catene di attacchi consecutivi (fino a sei) che cambiano automaticamente a seconda del tipo di nemico che si affronta, e diventa il CSB (Command Synergy Battle), che è perciò una diretta evoluzione dell'ATB, eccetto che le mosse utilizzabili consumano l'indicatore in base alla loro potenza e le meccaniche di combattimento diventano più automatiche, a discapito della strategia. Durante la battaglia è inoltre possibile cambiare i ruoli dei protagonisti in tempo reale potendo così creare anche delle vere e proprie formazioni e strategie di attacco e di difesa. Anche le Summon (che si affiancano al leader in un sistema simile a quello visto in Final Fantasy XII) subiscono un restyling non solo grafico: hanno infatti la possibilità di mutare la loro forma, combinando così le forze con l'invocatore in devastanti attacchi finali. Rimane tuttavia un sistema simile al gambit utilizzati nel capitolo precedente: infatti durante il combattimento comandiamo solo il protagonista mentre gli altri due membri del party seguono l'intelligenza artificiale eseguendo attacchi, magie e curando il party a seconda delle necessità. Caratteristica invece nuova è la cosiddetta Crisi che si causa al nemico attaccandolo (una sorta di momento in cui si azzera la difesa del nemico consentendo di concentrare gli attacchi).
Al termine della battaglia il giocatore viene votato, da 0 a 5 stelle, determinando così la ricompensa che lascia il nemico sconfitto e la difficoltà del gioco: con voti bassi vengono lasciati più oggetti curativi mentre con voti alti aumenta la possibilità di trovare oggetti rari e aumentano i "punti Cristallium" e "punti tecnici" ottenuti. Inoltre non è possibile fuggire dalle battaglie: se il leader muore sarà game over e si potrà scegliere se ricaricare dall'ultimo salvataggio o se ricominciare la battaglia. Scegliendo "ricomincia" si viene catapultati un istante prima della battaglia, dando modo al giocatore di organizzarsi o fuggire.
I personaggi principali acquisiscono, con l'avanzare dell'avventura, dei ruoli che si differenziano fra loro per abilità e bonus aggiuntivi. Questi ruoli sono:
- "Attaccante": di tipo offensivo, questo ruolo si concentra sugli attacchi fisici e magici non elementali, che rallentano lo svuotamento della barra Crisi. Più Attaccanti in squadra mirano sempre ad un bersaglio diverso. Potenzia gli attacchi fisici e magici della squadra.
- "Occultista": di tipo offensivo, questo ruolo si concentra sugli attacchi fisici e magici elementali. L'Occultista mira sempre allo stesso bersaglio di un altro Occultista o di un Attaccante. Offre un rapido riempimento della barra Crisi. Potenzia il bonus catena della squadra.
- "Sentinella": tanker della squadra, la Sentinella attira su di sé gli attacchi del nemico grazie all'abilità Provocazione, estendendo anche la durata della Crisi. Le sentinelle sono in grado di usare varie abilità difensive che, oltre a proteggerle dai danni danneggiano il nemico o curano. Potenzia la difesa fisica e magica della squadra.
- "Terapeuta": di supporto, il Terapeuta ripristina i punti ferita, guarisce dagli status alterati e dal KO. Potenzia le abilità curative e l'efficacia degli oggetti di recupero a tutta la squadra.
- "Sinergista": di supporto, il Sinergista aumenta le caratteristiche della squadra come difesa, attacco, potenza e velocità con l'utilizzo di speciali magie come Sphaera. Prolunga l'effetto delle abilità di potenziamento e difesa della squadra.
- "Sabotatore": opposto al Sinergista, il Sabotatore infligge status alterati al nemico e, al contempo, ne dissipa quelli positivi. Aumenta la percentuale di successo di danneggiare il nemico con un'abilità a tutta la squadra.

La squadra può essere poi caratterizzata da particolari combinazioni di ruoli (dette Optimum) all'inizio di ogni battaglia: questi ultimi possono essere cambiati più volte durante ogni scontro, per potersi adattare alle necessità del momento. Si possono impostare fino a sei Optimum per ogni battaglia.

### Cristallium
Il Cristallium rappresenta la crescita dei protagonisti di questo Final Fantasy che prende ispirazione dalla sferografia di Final Fantasy X. Consiste in un percorso in cui avanzare spendendo i PC (Punti Cristallo) guadagnati sconfiggendo i mostri ordinari e che si evolve durante i vari capitoli in cui è divisa la trama principale. Ogni sfera presente sul percorso è il potenziamento di un parametro (Sfera rossa = potenza fisica; Sfera Viola = potenza magica; Sfera Verde = punti vita), i cristalli gialli sono Abilità (come Fulgor per l'Occultista) o Autoabilità (come Lancio per l'Attaccante) mentre i cristalli bianchi sono potenziamenti per il ruolo che si sta potenziando (con conseguente aumento dei bonus).

### Esper
Gli Esper sono possenti creature, elemento ricorrente nella serie Final Fantasy, che possono essere invocate solo dal leader, spendendo i Punti Tecnici guadagnati attraverso catene di attacchi e le valutazioni ottenute alla fine degli scontri. Quando invocati, gli Esper sostituiscono tutti i membri della squadra tranne l'invocatore, e combattono per una quantità limitata di tempo, indicata da una barra chiamata barra Gestalt che si svuota progressivamente. Tale barra scende più velocemente se l'Esper subisce danni, mentre si riempie costruendo catene di attacchi sempre più lunghe. Per eseguire l'invocazione, i personaggi si servono di particolari pietre dette Esperiti, che ottengono una volta sconfitto il rispettivo Esper, e ognuno dei personaggi si legherà a un particolare Esper durante il corso del gioco.

## Sviluppo e distribuzione
Il gioco nasce dai creatori di Final Fantasy X, mentre Versus XIII (divenuto poi Final Fantasy XV) è in sviluppo presso il team che ha prodotto Kingdom Hearts. Il tutto è capeggiato da Tetsuya Nomura, responsabile della lavorazione di entrambi i giochi e designer dei personaggi in FF XIII.
Durante la conferenza stampa tenuta l'8 maggio 2006 a Los Angeles, la Square Enix ha ufficialmente annunciato l'inizio della next generation di FF, che avrebbe mosso il primo passo con la pubblicazione di Final Fantasy XIII per PlayStation 3. All'E3 2008 alla conclusione della conferenza Microsoft, Square-Enix ha annunciato inaspettatamente l'uscita del gioco anche su Xbox 360, chiudendo così una tradizione decennale che voleva il titolo Square-Enix come esclusiva su console Sony.
Previo alla distribuzione di Final Fantasy XIII per la Xbox360, Microsoft promosse l'Avatar Chocobo reso poi disponibile sulla piattaforma di scambio sul canale #FFXIIIXBOX per chi vi si fosse registrato con la propria posta elettronica. Il chobobino si muove e si comporta come il piccolo chocobo di Sazh. Chi si registrò durante la prima consegna della Xbox 360 sul mercato poté, dopo la registrazione su Square Enix Members, ricevere dei codici con i quali scaricare le uniformi maschili e femminili di soldati PSICOM, da usare come avatar per la propria Xbox360.
Per la creazione del gioco, tra ideazione dello scenario, concept work e pre-produzione, FF XIII ha richiesto più tempo di qualunque altro Final Fantasy. È stato creato un mondo partendo da zero, il che significa aver creato la sua morfologia, la sua cosmologia e la storia delle sue civiltà. Inoltre, in origine il gioco era previsto per PlayStation 2, ma la mole enorme del progetto, le prestazioni di gran lunga superiori offerte dalla next-gen e il ritardo accumulato, hanno inevitabilmente spinto i produttori a dirottare Final Fantasy XIII verso le nuove console.
Oltre alla versione standard del gioco è stata resa disponibile anche una Collector's Edition in tiratura limitata, la quale include: il gioco in una confezione speciale, un CD contenente tracce musicali del gioco specificamente selezionate per questa edizione dal compositore Masashi Hamauzu, un artwork dei personaggi e delle ambientazioni di gioco insieme a tre stampe collezionabili degli Esper e uno sticker da collezione.

### Colonna sonora
La colonna sonora è stata composta da Masashi Hamauzu, che aveva già collaborato a quella di Final Fantasy X e realizzato quella di Dirge of Cerberus. Il tema portante della versione giapponese, che in un primo momento avrebbe dovuto essere scritto da Nobuo Uematsu, è Kimi ga iru kara (君がいるから? "Perché ci sei tu"), cantato da Sayuri Sugawara, mentre quello delle versioni americana ed europea è My Hands, tratto dall'album Echo di Leona Lewis.

### Doppiaggio
Il gioco è doppiato in giapponese ed inglese. La versione italiana ha il doppiaggio in inglese con sottotitoli e gli altri testi in italiano. Nel doppiaggio inglese Vanille e Fang hanno un accento australiano.

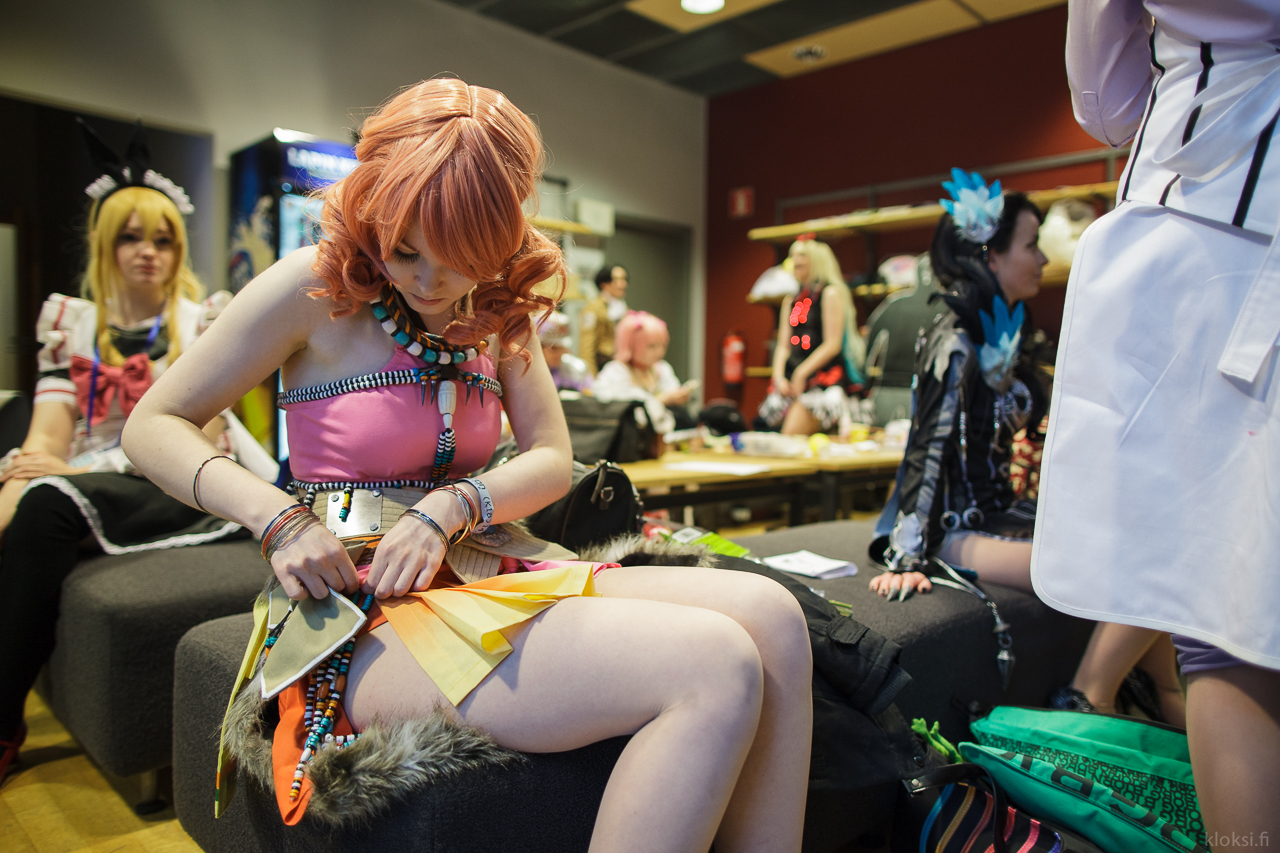
Cosplay di Oerba Dia Vanille, Desucon Frostbite 2014

| Personaggio       | Doppiatore giapponese | Doppiatore inglese                |
| ----------------- | --------------------- | --------------------------------- |
| Lightning         | Maaya Sakamoto        | Ali Hillis                        |
| Snow Villiers     | Daisuke Ono           | Troy Baker                        |
| Sazh Katzroy      | Masashi Ebara         | Reno Wilson                       |
| Hope Estheim      | Yūki Kaji             | Vincent Martella                  |
| Oerba Dia Vanille | Yukari Fukui          | Georgia van Cuylenburg            |
| Oerba Yun Fang    | Mabuki Andō           | Rachel Robinson                   |
| Gadot             | Biichi Satō           | Zack Hanks                        |
| Lebreau           | Yū Asakawa            | Anndi McAfee                      |
| Maqui             | Makoto Naruse         | Daniel Samonas                    |
| Yuj               | Wataru Hatano         | Jeff Fischer                      |
| Serah Farron      | Minako Kotobuki       | Laura Bailey                      |
| Galenth Dysley    | Masaru Shinozuka      | S. Scott Bullock                  |
| Orphan            | Masaru Shinozuka      | Julia Fletcher e S. Scott Bullock |
| Jihl Nabaat       | Mie Sonozaki          | Paula Tiso                        |
| Yaag Rosch        | Hiroki Tōchi          | Jon Curry                         |
| Cid Raines        | Yūichi Nakamura       | Erik Davies                       |
| Dajh Katzroy      | Shōtarō Uzawa         | Connor Villard                    |

## Capitoli legati al progettoFabula Nova Crystallis
La peculiarità di questo nuovo capitolo della celebre saga è lo sviluppo contemporaneo di altri videogiochi ad esso paralleli, che avranno personaggi, ambientazioni e storie diverse ma si svilupperanno sempre nello stesso universo di Final Fantasy XIII. Il nome dell'intero progetto è Fabula Nova Crystallis, letteralmente "La nuova storia dei cristalli". Non si sa di preciso se questa inedita linea d'azione, che per ora trova un parallelo solo nella "Compilation" (o "Reunion") di Final Fantasy VII, riguarderà unicamente il tredicesimo capitolo o in futuro verrà adottata anche da altri capitoli della saga.

## Accoglienza
La rivista Play Generation lo classificò come il terzo migliore gioco di ruolo del 2010.